# Volta a Portugal de 1977
A 39ª edição da Volta a Portugal em Bicicleta ("Volta 77") decorreu entre os dias 14 e 27 de Agosto de 1977. Composta por 14 etapas e um prólogo.

## Equipas
Participaram 84 ciclistas de 13 equipas:
- Benfica
- União de Paredes-Facar
- Coelima
- Sangalhos-Órbita
- FC Porto-Viauto
- Águias-Clok
- Almodôvar-Matimar
- Bombarral-Sóssilva
- Campinense-Marina
- Coimbrões-Arbo
- Lousa-Trinaranjus
- Trofa-Ofa
- São Jorge-Fafe

## Etapas
| Nº        | Data         | Etapa                                                 | km  | Vencedor da etapa                         | Camisola amarela                     |
| --------- | ------------ | ----------------------------------------------------- | --- | ----------------------------------------- | ------------------------------------ |
| Prólogo   | 14 de Agosto | Espinho - Espinho (C/R individual)                    | 3,6 | António Alves (FC Porto-Viauto)           | António Alves (FC Porto-Viauto)      |
| 1ª etapa  | 15 de Agosto | Espinho - Vila do Conde                               | 90  | Manuel Costa (São Jorge-Fafe)             | Luís Teixeira (Coelima)              |
| 2ª etapa  | 15 de Agosto | Circuito de Vila do Conde                             | 68  | Alexandre Ruas (Águias-Clok)              | Luís Teixeira (Coelima)              |
| 3ª etapa  | 16 de Agosto | Vila do Conde - Chaves                                | 180 | Alexandre Ruas (Águias-Clok)              | Luís Teixeira (Coelima)              |
| 4ª etapa  | 17 de Agosto | Chaves - Bragança                                     | 126 | Abel Coelho (Lousa-Trinaranjus)           | Luís Teixeira (Coelima)              |
| 5ª etapa  | 18 de Agosto | Macedo de Cavaleiros - Guarda                         | 158 | Adelino Teixeira (Lousa-Trinaranjus)      | Adelino Teixeira (Lousa-Trinaranjus) |
| 6ª etapa  | 19 de Agosto | Guarda - Viseu                                        | 120 | João Sampaio (Coelima)                    | Adelino Teixeira (Lousa-Trinaranjus) |
| 7ª etapa  | 20 de Agosto | Castro Daire - Oliveira de Frades                     | 160 | Joaquim Sousa Santos (Bombarral-Sóssilva) | Adelino Teixeira (Lousa-Trinaranjus) |
| 8ª etapa  | 21 de Agosto | Oliveira de Frades - Mealhada                         | 122 | Flávio Henriques (Sangalhos-Órbita)       | Adelino Teixeira (Lousa-Trinaranjus) |
| 9ª etapa  | 21 de Agosto | Circuito da Mealhada                                  | 60  | Joaquim Carvalho (Águias-Clok)            | Adelino Teixeira (Lousa-Trinaranjus) |
| 10ª etapa | 23 de Agosto | Sangalhos - Seia                                      | 110 | Firmino Bernardino (Benfica)              | Adelino Teixeira (Lousa-Trinaranjus) |
| 11ª etapa | 24 de Agosto | Seia - Penhas da Saúde                                | 91  | Flávio Henriques (Sangalhos-Órbita)       | Adelino Teixeira (Lousa-Trinaranjus) |
| 12ª etapa | 25 de Agosto | Castelo Branco - Fátima                               | 156 | Manuel Gomes (FC Porto-Viauto)            | Adelino Teixeira (Lousa-Trinaranjus) |
| 13ª etapa | 26 de Agosto | Fátima - Cadaval                                      | 131 | Adelino Teixeira (Lousa-Trinaranjus)      | Adelino Teixeira (Lousa-Trinaranjus) |
| 14ª etapa | 27 de Agosto | Sintra - Lisboa (Estádio do Restelo) (C/R individual) | 25  | Joaquim Andrade (Coimbrões-Arbo)          | Adelino Teixeira (Lousa-Trinaranjus) |

## Classificações Finais

### Geral individual
| Lugar | Nome                 | Nacionalidade | Equipa             | Tempo       |
| 01º   | Adelino Teixeira     | Portugal      | Lousa-Trinaranjus  | 44h 21' 07" |
| 02º   | Joaquim Sousa Santos | Portugal      | Bombarral-Sóssilva | + 25"       |
| 03º   | Joaquim Andrade      | Portugal      | Coimbrões-Arbo     | + 2' 30"    |
| 04º   | Luís Teixeira        | Portugal      | Coelima            | + 2' 46"    |
| 05º   | Marco Chagas         | Portugal      | Águias-Clok        | + 2' 56"    |
| 06º   | Firmino Bernardino   | Portugal      | Benfica            | + 4' 23"    |
| 07º   | Joaquim Carvalho     | Portugal      | Águias-Clok        | + 4' 46"    |
| 08º   | Venceslau Fernandes  | Portugal      | FC Porto-Viauto    | + 5' 54"    |
| 09º   | José Sousa Santos    | Portugal      | Bombarral-Sóssilva | + 5' 59"    |
| 10º   | José Madeira         | Portugal      | Campinense-Marina  | + 9' 50"    |

### Equipas
| Lugar | Equipa             | Tempo        |
| 1º    | Águias-Clok        | 133h 15' 09" |
| 2º    | Bombarral-Sóssilva | + 7' 43"     |
| 3º    | FC Porto-Viauto    | + 21' 31"    |

### Pontos
| Lugar | Ciclista         | Equipa           | Pontos |
| 1º    | Alexandre Ruas   | Águias-Clok      | 43     |
| 2º    | Flávio Henriques | Sangalhos-Órbita | 37     |
| 3º    | Joaquim Carvalho | Águias-Clok      | 32     |

### Montanha
| Lugar | Ciclista         | Equipa            | Pontos |
| 1º    | Joaquim Andrade  | Coimbrões-Arbo    | 43     |
| 2º    | Luís Teixeira    | Coelima           | 34     |
| 3º    | Adelino Teixeira | Lousa-Trinaranjus | 28     |

### Combinado
1º Lugar - Adelino Teixeira (Lousa-Trinaranjus), 9 pontos

## Ciclistas
Partiram: 84; Desistiram: 38; Terminaram: 46.
Media: ? Km/h